# Glypta nigrina
Glypta nigrina là một loài tò vò trong họ Ichneumonidae.